# Ropica ochreomaculata
Ropica ochreomaculata är en skalbaggsart som beskrevs av Stefan von Breuning 1969. Ropica ochreomaculata ingår i släktet Ropica och familjen långhorningar. Inga underarter finns listade i Catalogue of Life.